# Castello di Oystermouth

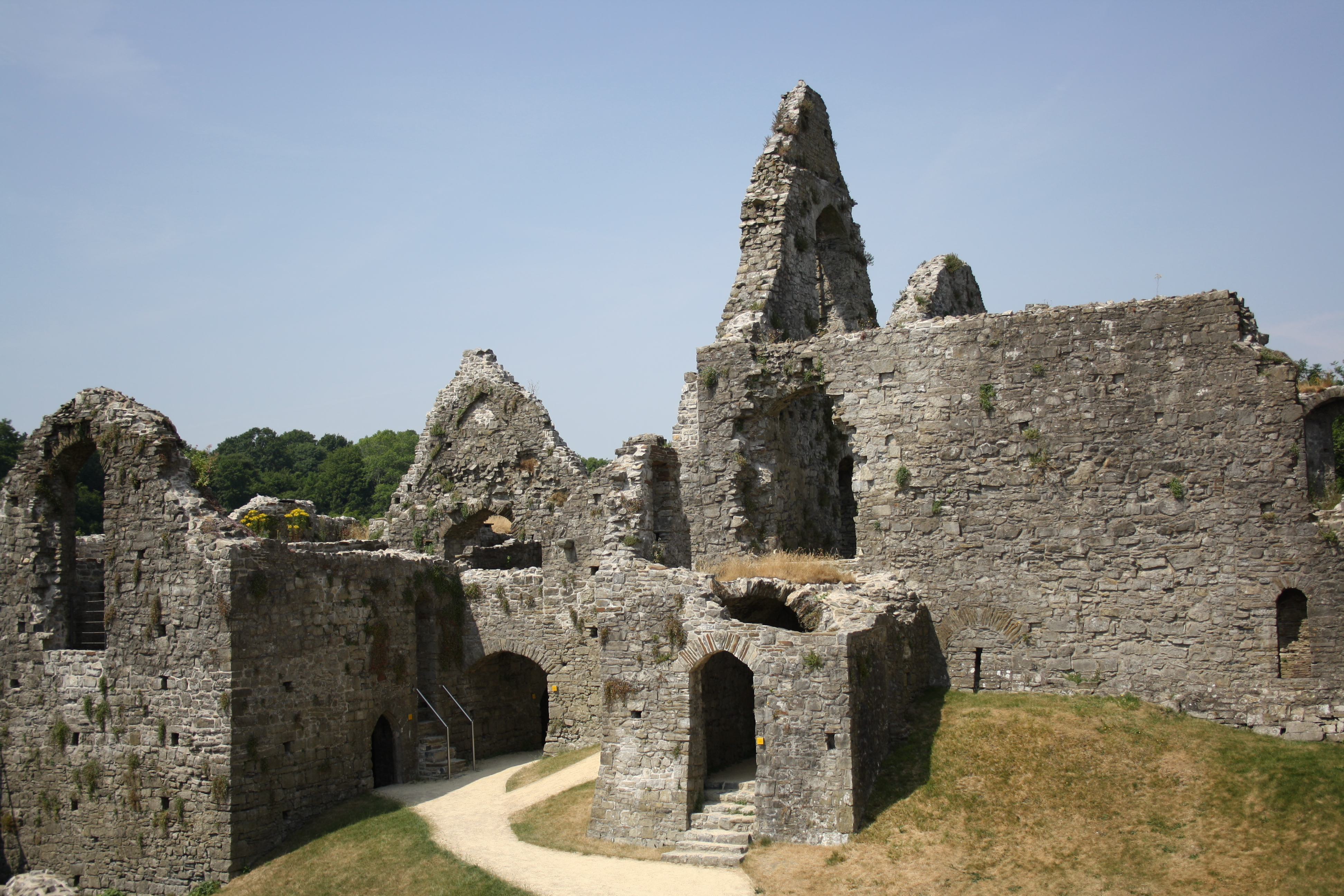
Le rovine del castello di Oystermouth

Il castello di Oystermouth (in inglese: Oystermouth Castle; in gallese: Castell Ystumllwynarth) è un castello fortificato in rovina del ward gallese di Oystermouth, a The Mumbles (contea di Swansea), eretto agli inizi del XII secolo da William de Londres, ma in gran parte ricostruito nella forma attuale dalla famiglia Braose nel corso del XIII secolo. Fu la residenza della famiglia Braose, signori di Gower.
L'edificio è classificato come castello di primo grado (dal 1952). Oggi è utilizzato, tra l'altro, come scenario per degli spettacoli teatrali.

## Descrizione
Il castello si erge su una collina che si affaccia sulla baia di Swansea.
Il castello è realizzato in pietrisco di arenaria. L'ingresso principale si trova nella parte meridionale.

## Storia
La parte più antica del castello fu eretta intorno al 1107 ca. per volere di William de Londres, che risiedeva nel castello della località gallese di Ogmore-by-Sea.
Nel 1136 il castello fu dato per la prima volta alle fiamme dai Gallesi, guidati da Gruffydd ap Rhys ap Tewdr.
Neanche 100 anni dopo, nel 1215, i Gallesi bruciarono nuovamente l'edificio.
In seguito, sempre nel corso del XIII secolo, il castello di Oystermouth divenne di proprietà dei componenti della famiglia Breos, che nel 1203 erano diventati signori di Gower. La famiglia Breos fece ricostruire quasi interamente l'edificio in pietra.
Nel 1451, Sir Hugh Johnys divenne constable del castello.
Il castello cadde quindi in rovina già nel corso del secolo successivo.
|  |

Nel 1989, fu fondata l'associazione "amici del castello di Oystermouth".